# Centro Comercial Miramar
El Centro Comercial Parque Miramar es un centro comercial situado en la localidad de Fuengirola, perteneciente a la provincia española de Málaga. Concretamente, emplazado en la Avenida de la Encarnación, s/n (29640 - Fuengirola, Málaga).

## Historia
Inaugurado en el año 2004 con hipermercado Eroski, el Centro Comercial Parque Miramar consta de una superficie de 119 000 m², en 2004 el hipermercado esto es Eroski. (a Carrefour)
Se trata de un centro comercial de múltiples plantas que alberga más de 200 establecimientos como tiendas de moda, complementos, tecnología, hogar, regalos, o alimentación.

## Servicios
El Centro Comercial Miramar cuenta con una zona de restauración, cafeterías y heladerías. También cuenta con una zona de ocio, 12 salas de cine que incluyen 3 salas digitales 3D, y con varios niveles de aparcamiento interiores y un aparcamiento exterior (en todos los casos gratuitos).
Además, en Centro Comercial Miramar también se encuentran servicios relacionados con el ocio: como el cine, retransmisiones de espectáculos musicales y óperas...
En cuanto a los servicios enfocados principalmente al entorno familiar, este centro comercial dispone de una área de actividades para los niños. 
Por último, también engloba dentro de sus instalaciones gasolineras y servicio de lavado para vehículos; cajeros automáticos; oficina de Correos; acceso para minusválidos; ascensores; y aparcamiento exterior e interior gratuitos.

### Accesos
Se puede acceder al centro en vehículo propio: desde Málaga por la A-7, desde Marbella por la A-7, o desde la Carretera de la Costa (Benalmadena-Fuengirola).
También se puede llegar a él en transporte público: como el autobús (desde Fuengirola: Líneas 1 y 4 de Autobús Urbano de Fuengirola), o el tren (cercanías desde Málaga).

### Horarios
- Tiendas: de lunes a sábados y festivos de apertura de 10:00 a 22:00 h.
- Cines y restauración: todos los días desde las 12:00 hasta la última sesión de cine.
- Hipermercado: de Lunes a sábado y festivos de apertura de 09:00h a 22.00h.
- Club Infantil: de miércoles a viernes de 17:00 a 20:00 h. Sábados y festivos de apertura de 12:00 a 14:00 y de 17:00 a 21:00 h.